# Ahmad Amir-Ahmadi

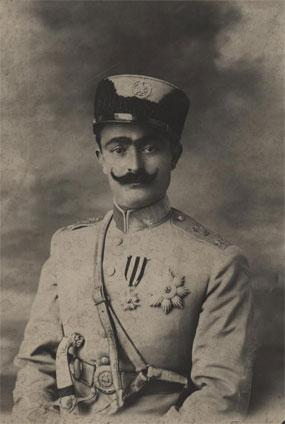
Generalleutnant (Sepahbod) Ahmad Amir Ahmadi

Ahmad Amir-Ahmadi (persisch احمد امیراحمدی anhörenⓘ; * 1884 in Isfahan; † 1974) war Generalleutnant der Armee, Minister und Senator im Iran.

## Leben
Ahmad Amir-Ahmadi wurde 1884 in Isfahan geboren. Mit 15 Jahren trat er 1899 in die Dienste der Kosakenbrigade. Seine militärische Ausbildung erhielt er in der Kadettenschule der Kosaken. 1916 wurde er zum Major, 1919 zum Colonel (Oberst) befördert. Er war an der Niederschlagung der Jangali-Bewegung von Mirza Kutschak Khan beteiligt und wurde aufgrund seiner Verdienste 1921 zum Brigadegeneral befördert. Im Rahmen der Armeereform wurde ihm das Kommando über die westliche Division in Hamadan übertragen.

Amir-Ahmadi war an der Planung und Ausführung des Staatsstreichs von 1921 von Seyyed Zia al Din Tabatabai und Reza Khan gegen die Regierung Premierministers Sepahdar beteiligt. Amir Ahmadi schildert die Ereignisse wie folgt:

„Nachdem entschieden war, eine größere Einheit von Kosaken nach Qazvin zu senden, kam Brigadegeneral Reza Khan mit seinem Truppenkontingent nach Qazvin. Er berichtete mir, dass er nach Teheran wolle, um mit einigen einflussreichen Leuten darüber zu reden, ob er nicht Kommandeur der persischen Kosaken werden könne. Einige Tage später trafen wir uns wieder in Qazvin, wobei er mir berichtete, dass er seinen Plan mit einigen Personen besprochen habe, die keine Einwände gegen sein Vorhaben hätten, wenn die Offiziere, die aufgrund ihrer Seniorität eher Anspruch auf den Posten hätten, keine Einwände erheben würden. Wir beschlossen, dass Reza Khan einen Brief an zwei ältere Offiziere schreiben würde, darunter auch an meinen Schwiegervater Generalmajor Mohammad Tofiqi Sardar Azim. Ich brachte die Briefe nach Teheran und erhielt deren schriftliche Zustimmung, dass sie keine Einwände erheben würden, wenn Reza Khan zum Kommandeur der Kosaken befördert würde.“

 Am 20. Februar 1921 trafen sich Reza Khan, Seyyed Zia, Kazem Khan, Mas'oud Khan und Ahmad Amir-Ahmadi und schwuren auf den Koran, dass sie die Unabhängigkeit Irans beschützen wollten. Ahmad Amir-Ahmadi schwur einen weiteren Eid auf den Koran, dass er Reza Khan bei all seinen Aktionen unterstützen wolle. Noch am selben Tag rückte Reza Khan mit ca. 1.000 Mann auf Teheran vor. Gegen Nachmittag erreichte eine Delegation der Regierung und Ahmad Schahs das Feldlager von Reza Khan und verlangten von Reza Khan nach Qazvin zurückzukehren, woraufhin Reza antwortete, dass er nach Teheran fahren wolle, um seine Familie zu sehen. Am 21. Februar 1921 marschierte die Kosakenbrigade unter Führung Reza Khans in Teheran ein, besetzte alle Ministerien, Regierungsgebäude, Polizeistationen sowie die Post und das Telegrafenamt. Alle wichtigen Kreuzungen der Stadt waren mit Soldaten besetzt. Der Ausnahmezustand wurde erklärt und Oberst Kazem Khan Sayyah zum Militärgouverneur ernannt.
Ergebnis dieses Putsches war die Absetzung des Premierministers Sepahdar und die Einsetzung einer neuen Regierung durch Ahmad Schah Kadschar mit Premierminister Seyyed Zia al Din Tabatabai an der Spitze. Reza Khan wurde zum Kommandeur der persischen Kosaken ernannt und erhielt den Titel Sardar Sepah (Oberbefehlshaber der Armee).
1926 wurde Ahmad Amir-Ahmadi Kommandeur der Division Nord-West in Tabriz. Zuvor war er rücksichtslos gegen aufständische Luren vorgegangen und deswegen von seinem Kommando der westlichen Division entbunden worden. Ahmad Amir-Ahmadi war der erste General, der von Reza Schah 1929 den Titel Sepahbod (Generalleutnant) verliehen bekam.
Nach der anglo-sowjetischen Invasion des Iran im Jahre 1941 wurde Amir-Ahmadi Militärgouverneur von Teheran. 1942 diente er im Kabinett von Premierminister Ali Soheili als Verteidigungsminister. 1948 übernahm er dieses Amt ein weiteres Mal unter Premierminister Abdolhossein Hazhir. Später war Amir Ahmadi Mitglied des Senats.
Seine Schwester war mit einem Mitglied der Pesyan-Familie verheiratet. Als Oberst Pesyan verhaftet und später hingerichtet wurde, war sie es, die den Leichnam Oberst Pesyans an sich nahm, eine Zeit versteckte und später für ein würdiges Begräbnis sorgte.